# Uherská šlechta

Znak Uherského království

Uherská, respektive maďarská šlechta (maďarsky magyar nemesség, německy ungarischer Adel), později též jako rakousko-uherská šlechta (österreichisch-ungarischer Adel) je označení příslušníků šlechtického společenského stavu (aristokracie, feudálních pánů apod.) v letech 1091 až 1919, v Uherském království a později Rakousko-uherském císařství.
Kromě domácích maďarských rodů se v Uhersku etablovaly také některé zahraniční rody ze zemí s vlastním šlechtickým systémem, zejména pak z Chorvatska, Slovenska (Horních Uher) nebo Českého království. Horní Uhry (dnešní Slovensko), které byly rovněž po staletí přibližně ze 70 % součástí Uherského království až do roku 1918, měly svou vlastní šlechtu. Z toho důvodu mezi uherskou šlechtu patří kromě domácích rodů z území vlastního Uherska, také řada rodů s původem v okolních zemích (Chorvatsko, Horní Uhry, Slovinsko, části Rumunska apod.)

## Historie
V dějinách Maďarska (Uherska) hrál šlechtický stav již od počátků maďarského státu v 10. století významnou společenskou roli. Z jejích řad pocházelo množství osobností z oblasti vojenství, vědy, umění, duchovenstva i samotných panovníků vlastního Uherska, v případech i některých okolních zemí (Chorvatské, či Bosenské království ad.)